# Scaptomyza
Scaptomyza este un gen de muște din familia Drosophilidae.

## Specii[1]
- Scaptomyza aberrans
- Scaptomyza abrupta
- Scaptomyza acronastes
- Scaptomyza acuta
- Scaptomyza adunca
- Scaptomyza adusta
- Scaptomyza affinicuspidata
- Scaptomyza albovittata
- Scaptomyza aloha
- Scaptomyza amplialata
- Scaptomyza ampliloba
- Scaptomyza andina
- Scaptomyza anechocerca
- Scaptomyza angustipennis
- Scaptomyza anomala
- Scaptomyza apicata
- Scaptomyza apicigutulla
- Scaptomyza apicipuncta
- Scaptomyza apponopusilla
- Scaptomyza argentifrons
- Scaptomyza articulata
- Scaptomyza atahualpa
- Scaptomyza atlantica
- Scaptomyza australis
- Scaptomyza baechlii
- Scaptomyza basiloba
- Scaptomyza bicolor
- Scaptomyza bilobata
- Scaptomyza bipars
- Scaptomyza bipunctipennis
- Scaptomyza biseta
- Scaptomyza bogotae
- Scaptomyza boninensis
- Scaptomyza brachycerca
- Scaptomyza brevilamellata
- Scaptomyza brunnimaculata
- Scaptomyza bryani
- Scaptomyza bryanti
- Scaptomyza buccata
- Scaptomyza budnikae
- Scaptomyza caliginosa
- Scaptomyza camptochaites
- Scaptomyza carinata
- Scaptomyza cerina
- Scaptomyza chauliodon
- Scaptomyza choi
- Scaptomyza chylizosoma
- Scaptomyza clavata
- Scaptomyza clavifera
- Scaptomyza cnecosoma
- Scaptomyza cochleata
- Scaptomyza concinna
- Scaptomyza confusa
- Scaptomyza connata
- Scaptomyza consimilis
- Scaptomyza contestata
- Scaptomyza coquilletti
- Scaptomyza cornuta
- Scaptomyza crassifemur
- Scaptomyza cryptoloba
- Scaptomyza ctenophora
- Scaptomyza cuspidata
- Scaptomyza cyrtandrae
- Scaptomyza dankoi
- Scaptomyza decepta
- Scaptomyza deemingi
- Scaptomyza deludens
- Scaptomyza dentata
- Scaptomyza denticauda
- Scaptomyza devexa
- Scaptomyza diaphorocerca
- Scaptomyza domita
- Scaptomyza dorsalis
- Scaptomyza dubautiae
- Scaptomyza dubia
- Scaptomyza elmoi
- Scaptomyza eurystylata
- Scaptomyza evexa
- Scaptomyza exigua
- Scaptomyza exilis
- Scaptomyza fastigata
- Scaptomyza finitima
- Scaptomyza flava
- Scaptomyza flavella
- Scaptomyza flavida
- Scaptomyza flavifacies
- Scaptomyza flaviventris
- Scaptomyza freyi
- Scaptomyza frustulifera
- Scaptomyza fuscifrons
- Scaptomyza fuscinervis
- Scaptomyza fuscitarsis
- Scaptomyza gilvivirlia
- Scaptomyza glauca
- Scaptomyza gracilis
- Scaptomyza grahami
- Scaptomyza graminum
- Scaptomyza griseola
- Scaptomyza hackmani
- Scaptomyza hamata
- Scaptomyza hardyi
- Scaptomyza heedi
- Scaptomyza helvola
- Scaptomyza hennigi
- Scaptomyza hexasticha
- Scaptomyza himalayana
- Scaptomyza hirsuta
- Scaptomyza horaeoptera
- Scaptomyza horrida
- Scaptomyza hsui
- Scaptomyza ichneumon
- Scaptomyza impunctata
- Scaptomyza inaequalis
- Scaptomyza incerta
- Scaptomyza inermis
- Scaptomyza inflatus
- Scaptomyza infurcula
- Scaptomyza innotabilis
- Scaptomyza intermedia
- Scaptomyza intricata
- Scaptomyza isopedon
- Scaptomyza kaavae
- Scaptomyza kauaiensis
- Scaptomyza kilembea
- Scaptomyza latifrons
- Scaptomyza latitergum
- Scaptomyza levata
- Scaptomyza lobifera
- Scaptomyza lonchoptera
- Scaptomyza longipecten
- Scaptomyza longipennis
- Scaptomyza longisetosa
- Scaptomyza macroptera
- Scaptomyza maculifera
- Scaptomyza malada
- Scaptomyza mateolata
- Scaptomyza mauiensis
- Scaptomyza mecocerca
- Scaptomyza mediana
- Scaptomyza mediopallens
- Scaptomyza melancholica
- Scaptomyza melanissima
- Scaptomyza meocerca
- Scaptomyza merina
- Scaptomyza mimitantalia
- Scaptomyza mimula
- Scaptomyza mitchelli
- Scaptomyza molokaiensis
- Scaptomyza monticola
- Scaptomyza multidenta
- Scaptomyza multispinosa
- Scaptomyza mumfordi
- Scaptomyza mutica
- Scaptomyza nasalis
- Scaptomyza neoandina
- Scaptomyza neoevexa
- Scaptomyza neokauaiensis
- Scaptomyza neosilvicola
- Scaptomyza nigricosta
- Scaptomyza nigripalpis
- Scaptomyza nigrita
- Scaptomyza nigrocella
- Scaptomyza nigrosignata
- Scaptomyza noei
- Scaptomyza oahuensis
- Scaptomyza obscuricornis
- Scaptomyza obscurifrons
- Scaptomyza ochromata
- Scaptomyza okadai
- Scaptomyza ostensa
- Scaptomyza oxyphallus
- Scaptomyza palata
- Scaptomyza pallida
- Scaptomyza pallifrons
- Scaptomyza palmae
- Scaptomyza paradusta
- Scaptomyza paralobae
- Scaptomyza parandina
- Scaptomyza parasplendens
- Scaptomyza paravittata
- Scaptomyza parva
- Scaptomyza pectinifera
- Scaptomyza penicula
- Scaptomyza perkinsi
- Scaptomyza personata
- Scaptomyza philipensis
- Scaptomyza photophilia
- Scaptomyza phryxothrix
- Scaptomyza picifemorata
- Scaptomyza platyrhina
- Scaptomyza pleurolineata
- Scaptomyza polygonia
- Scaptomyza protensa
- Scaptomyza pseudovittata
- Scaptomyza punctivena
- Scaptomyza pusilla
- Scaptomyza pygaea
- Scaptomyza quadridentata
- Scaptomyza quadriseriata
- Scaptomyza quadruangulata
- Scaptomyza recava
- Scaptomyza recta
- Scaptomyza reducta
- Scaptomyza remota
- Scaptomyza retusa
- Scaptomyza robusta
- Scaptomyza rostrata
- Scaptomyza rotundiloba
- Scaptomyza ruficornis
- Scaptomyza salvadorae
- Scaptomyza samurai
- Scaptomyza santacruzi
- Scaptomyza santahelenica
- Scaptomyza scoliops
- Scaptomyza scoloplichas
- Scaptomyza semiflava
- Scaptomyza setiger
- Scaptomyza setosa
- Scaptomyza setosiloba
- Scaptomyza setosiscutellum
- Scaptomyza sichuanica
- Scaptomyza silvata
- Scaptomyza silvicola
- Scaptomyza sinica
- Scaptomyza spiculipennis
- Scaptomyza spilota
- Scaptomyza spinipalpis
- Scaptomyza stramineifrons
- Scaptomyza striaticeps
- Scaptomyza striatifrons
- Scaptomyza subandina
- Scaptomyza subsplendens
- Scaptomyza substrigata
- Scaptomyza subvittata
- Scaptomyza swezeyi
- Scaptomyza taigensis
- Scaptomyza taiwanica
- Scaptomyza teinoptera
- Scaptomyza tenuata
- Scaptomyza terminalis
- Scaptomyza throckmortoni
- Scaptomyza tistai
- Scaptomyza trivittata
- Scaptomyza trochanterata
- Scaptomyza tumidula
- Scaptomyza uliginosa
- Scaptomyza umbrosa
- Scaptomyza undulata
- Scaptomyza unipunctum
- Scaptomyza univitta
- Scaptomyza vagabunda
- Scaptomyza waialealeae
- Scaptomyza varia
- Scaptomyza varifrons
- Scaptomyza varipicta
- Scaptomyza wheeleri
- Scaptomyza villosa
- Scaptomyza vittata
- Scaptomyza vittiger
- Scaptomyza xanthopleura
- Scaptomyza yakutica